# Pseudosphex ichneumonea
Pseudosphex ichneumonea är en fjärilsart som beskrevs av Herrich-Schäffer. Pseudosphex ichneumonea ingår i släktet Pseudosphex och familjen björnspinnare. Inga underarter finns listade.